# آدا گوبتی
آدا گوبتی (انگلیسی: Ada Gobetti; ۱۴ ژوئیهٔ ۱۹۰۲ – ۱۴ مارس ۱۹۶۸) روزنامه‌نگار، مترجم و معلم ایتالیایی و رهبر ضد فاشیست بود. او در آدا پراسپرو متولد شد و مجدداً بعدها ازدواج کرد و نام فامیلی‌اش آدا مارکزینی شد.

## زندگی‌نامه
همراه با شوهرش پیرو گوبتی به چندین مجله ضد فاشیست کمک کرد، از جمله انقلاب لیبرال، که در سال ۱۹۲۵ توسط دیکتاتوری فاشیستی موقوف شد. شوهرش توسط گروه‌های فاشیست مورد ضرب و شتم قرار گرفت و مجبورشد در تبعید در پاریس زندگی کند. جایی که در سال ۱۹۲۶براثر ابتلا به برونشیت درگذشت. بنه دوت کروچه او را تشویق کرد تا کار خود را ادامه دهد. از سال ۱۹۲۸ او به ترجمه زبان و ادبیات انگلیسی و متون انگلیسی پرداخت. در سال ۱۹۳۷ با اتوره مارکزینی ازدواج کرد.
او به بینیو روسو کمک کرد، برای عدالت و آزادی فعالیتش را آغاز کرد و حزب اکشن را تأسیس نمود. در طول جنگ جهانی دوم گوبتی دفتر خاطراتی را نگهداری کرد که می‌توانست باعث مرگش شود. برای رمزگذاری آن او آن را به زبان انگلیسی نوشت. این مبنای بیوگرافی او بود. او در طول جنگ خانه‌های امن را حفظ نمود. او یکی از رهبران جنبش مقاومت ایتالیا بود، وی بنیانگذار گروه‌های دفاعی زنان بود. CLN پس از پایان جنگ، وی را به عنوان معاون شهردار تورین منصوب کرد. او در سال ۱۹۴۵ فدراسیون بین‌المللی دموکراتیک زنان را تأسیس کرد. در سال ۱۹۴۶ وی انتخابات معاون شهرداری را از دست داد.
او نیروی خود را وقف رشد کودکان کرد و ۲۶ نامه را که تنظیم شده بود تا برای پدر و مادران جدید ارسال شود ترجمه کرد. این نامه‌ها بر اساس فلسفه بنجامین اسپوک طراحی و توسط لوید رولند نوشته شده و به وسیله انجمن روانپزشکی لوئیزیانا منتشر گردید. گوبتی می‌خواست بچه‌ها در برابر سلطه فاشیست‌های ایتالیایی مقاوم بار بیایند. در دهه ۱۹۵۰ او در نشریات متعددی از نیروهای چپ و آموزش و پرورش همیاری داشت، از جمله وحدت، سرزندگی کشور و آموزش دموکراتیک.
در سال ۱۹۵۶ او به حزب کمونیست ایتالیا پیوست.

## مرگ و میراث
او در سال ۱۹۶۸ پس از اینکه عمر خود را وقف دموکراسی و حقوق زنان کرد درگذشت.بعد از مرگ به گوبتی، به خاطر نقشی که در جنبش مقاومت علیه فاشیست ایفا کرد، در ۲ اکتبر ۱۹۷۸ مدال نقره نظامی اهدا شد.